# Роан Вілсон
Роан Роберто Вілсон Гордон (ісп. Roan Roberto Wilson Gordon; нар. 1 травня 2002, Лимон) — костариканський футболіст, півзахисник клубу «Мунісіпаль Гресія».
Виступав, зокрема, за клуб «Лимон», а також національну збірну Коста-Рики.

## Клубна кар'єра
Народився 1 травня 2002 року в місті Лимон. Вихованець футбольної школи клубу «Лимон». Дорослу футбольну кар'єру розпочав 2019 року в основній команді того ж клубу, в якій провів два сезони, взявши участь у 46 матчах чемпіонату. Більшість часу, проведеного у складі «Лимона», був основним гравцем команди.
До складу клубу «Мунісіпаль Гресія» приєднався 2021 року. Станом на 27 вересня 2022 року відіграв за костариканську команду 44 матчі в національному чемпіонаті.

## Виступи за збірні
2017 року дебютував у складі юнацької збірної Коста-Рики (U-15), загалом на юнацькому рівні взяв участь у 10 іграх.
2 червня 2022 року дебютував у збірній Коста-Рики в турнірі Ліги націй КОНКАКАФ проти Панами (0-2), замінивши Орландо Гало на 79-й хвилині. Через три дні Коста-Рика зустрілася з командою Мартиніки, Вілсон був на лаві запасних у переможному матчі (2-0). 16 вересня 2022 року був викликаний на товариські матчі перед Чемпіонатом світу 2022 проти Південної Кореї та Узбекистану. 23 вересня вийшов проти Південної Кореї на 46-й хвилині, матч завершився внічию 2-2.
У складі збірної був учасником чемпіонату світу 2022 року у Катарі.
| Дата      | Місто  | Господарі      | Результат | Гості      | Турнір                                   | Голи | Примітки |
| --------- | ------ | -------------- | --------- | ---------- | ---------------------------------------- | ---- | -------- |
| 2-6-2022  | Панама | Панама         | 2 – 0     | Коста-Рика | Ліга націй КОНКАКАФ 2022–2023 - 1-й етап | -    | 79'      |
| 23-9-2022 | Коян   | Південна Корея | 2 – 2     | Коста-Рика | товариський матч                         | -    | 46'      |
| Усього    |        | Матчів         | 2         |            | Голів                                    | 0    |          |